# 月亭可朝
初代月亭 可朝（つきてい かちょう、1938年〈昭和13年〉3月10日 - 2018年〈平成30年〉3月28日）は、神奈川県横浜市出身（同県三浦郡葉山町生まれ）の落語家・漫談家。本名∶鈴木 傑。通称「カチョヤン」。後年は兵庫県西宮市に居住した。
幕末以来の「月亭」の亭号を名乗り、弟子に月亭八方など、孫弟子に八光や方正などを持ち、「月亭一門」を形成している。定紋は月紋、または桂米朝一門の用いる結び柏。出囃子は「ああそれなのに」または「芸者ワルツ」。
デビュー以降、最初の師匠の事務所であった吉本興業に長年所属し、米朝一門に移ったのちも、一門の多くのように米朝事務所（1974年創立）に所属せず、ケーエープロダクション、スパンキープロダクションを経て、フリーランスとなる。なお、没後の権利関係の管理は、最晩年の落語会をプロデュースしていた有限会社宮岡博英事務所が携わっている。

## 来歴
神奈川県に生まれ、就学前に親の仕事の関係で大阪に移る。
東大阪市立盾津中学校、大阪府立高津高等学校から大阪府立城東工業高等学校に転校し卒業。大学入試に失敗したのちの1958年（1959年とする資料もある）、3代目林家染丸に入門。林家染奴の高座名を与えられ、1959年4月に大阪市にある千日劇場で初舞台を踏んだ。しかし間もなく3代目染丸の元を破門され、1961年、3代目染丸に紹介された3代目桂米朝に再入門。この師匠の変更は、5代目桂米團治によると、染丸が「わしの手に負えん。米朝君、頼むわ」と申し入れた結果だったという。2代目桂小米朝と改名する。この名跡を名乗ることは染奴自らが提案したもので、誰が見ても米朝の身内と分かることと、改名時に相談した占い師に字画がよいと判断されたからである（小が3画、米が6画、朝が12画と倍々になっており、末よろしいと言われた）。この時期までは正統派の古典落語家としてのみ知られていた。
1967年ころ、吉本興業の社長・林正之助は、自社の専属落語家の名前に「小」が付いているのが気に入らないと、該当する芸人に改名を促した。3代目桂小文枝（のちの5代目文枝）は他社に「桂文枝」と名乗る落語家がいないことや、まだこの大名跡を継ぐ時期ではないことを理由に固辞したものの、桂小春団治と小米朝は他社に春団治・米朝がいるため改名を決断した。当初、米朝がいくつかの名を用意したが、小米朝は全て拒否し、「米朝の『朝』のつく名が欲しい」と言った。また、「桂」や「笑福亭」などの上方落語の一般的な亭号も拒否した。結局、小米朝は長年途絶えていた桂派の由緒ある亭号で、幕末から明治にかけて活動した「初代桂文枝四天王」の一人・2代目月亭文都にちなむ亭号「月亭」をいただくことになり、名は尊敬していた8代目三笑亭可楽の「可」と米朝の「朝」を組み合わせ、「初代月亭可朝」に改名した。「可朝」の名は、姓名学に凝っていた3代目林家染語楼が考え出して勧めた、と4代目林家染丸が証言している。1968年4月のなんば花月での襲名披露において、「葬式調アングラ襲名」と銘打ち、舞台上に設けられた「桂小米朝の葬儀会場」で3代目笑福亭仁鶴が読経すると、棺桶の中から可朝が飛び出す、という奇抜な趣向を演じ、これ以降自身のアクの強いキャラクターを押し出すようになっていく。
自作の歌を使った漫談で放送の世界に売り出す。1969年に『歌え! MBSヤングタウン』で披露した、「ベッピンさん」が山道で男に襲われ、それを助けた男がその女を襲い、別の男がそれを助け……という描写を延々と繰り返すだけの『出てきた男』が評判になったので手応えをつかみ、はじめはギターを持たなかったがフォークブームにあやかり、ある公開ラジオ番組の収録に向かう直前、弟子の月亭八方に梅田へギターを5千円で買いに行かせ、即席の歌手になりすました。会場が箕面市のプールであったため、「それにふさわしい歌」として即興で披露したのが『嘆きのボイン』であった（「ボインやでぇ」のフレーズは流行語となった）。「歌笑曲」と称するこれら一連のコミックソングはレコード化され、大ヒットを記録（後述）。お笑い芸人が歌のレコードをリリースする嚆矢となった。
可朝はすぐ、当時の人気番組『ヤングおー!おー!』（MBSテレビ）『11PM』（日本テレビ系・読売テレビ制作分）に相次いでレギュラーに抜擢されるに至った。『ヤングおー!おー!』ではすでに人気を博していた3代目仁鶴・桂三枝より3か月遅れての加入となったため、「君らに追いつくのに3ヶ月もかかった」とうそぶいた。テレビ出演の際の俗に「スッポンメガネ」と称する丸メガネとチョビ髭の風貌に加え、ブレザージャケットとカンカン帽の古風な洋装で知られるようになった。これは父親の服装がモデルだったという。カンカン帽とメガネは和装で落語を演じる際も身につけるようになり、可朝のトレードマークとなった。
可朝のキャラクターや芸は「ナンセンスでアイロニーを含んだ笑い」をまとっていた一方、ときに「卑猥、下劣」と批判された。『11PM』のプロデューサーだった大西信義は可朝の芸と人気について「世相を反映して抵抗の姿勢がありました」と述懐している。また、無類の賭け事好きであるなど、破天荒な私生活（後述）がクローズアップされ、やがて名前が出ただけでも笑いを生むと評される人物になるに至った。交友のあった7代目（自称5代目）立川談志は終生可朝の落語やエンターテナーぶりを評価し、可朝が騒動を起こしマスコミから批判されるたびに擁護し続けていた（後述）。
1970年代、交際していた女性とラブホテルで結婚の約束をしたが、可朝がこの婚約を反故にしたため、婚約者から訴えられる事件が起きた。しかし、裁判所が「ラブホテルで情事の際に行われた婚約は無効である」と判断し、可朝は無罪判決を受けた。
2008年7月1日の「可朝・福團治二人会」により、初めて天満天神繁昌亭の高座に上がり、『住吉駕籠』を演じた。同年8月1日の2回目には、大師匠である4代目桂米團治が得意とした『怪談市川堤』をカンカン帽を脱いで演じ、鬼気迫る高座を見せた。
後述するいわゆる「ストーカー事件」により、桂三枝（後の6代桂文枝）・上方落語協会会長の命で昼席出演は一時謹慎となったが、2009年1月16日の「可朝・福團治二人会」3回目に出演して『餅屋問答』を演じ、繁昌亭への高座復帰となった。その後は不定期出演ながら、昼席の中トリ・大トリも務めていた。
2017年11月には落語家生活60周年記念として、かつてのヒット曲のリメイク版『嘆きのボイン2017/シャッシャッ借金小唄』、新曲入りベストアルバム『ザ・月亭可朝ベスト+新曲』をリリースし、プロモーション活動も行ったが、このころから体調を崩し始める。
2018年3月28日3時28分、急性肺線維症のため兵庫県内の病院で死去。80歳だった。

### 政治活動家として
ブレイク直後の1971年、第9回参議院議員通常選挙では全国区より無所属で立候補した。同選挙に立候補した談志の応援演説が予定されていた日に、気が変わって立候補届を出したという。公職選挙法の規定によって、当時レギュラーだった『新婚さんいらっしゃい!』など多数の番組を降板し、そのまま復帰することはなかった。「一夫多妻制の確立と、風呂屋の男湯と女湯の仕切を外すこと」を公約とするが、落選。当時の選挙戦では選挙カーで高速道路を走りながら演説していた（のちの参院選で落選した島田洋七にも同様の話がある）。
2001年には第19回参議院議員通常選挙に自由連合公認で比例代表区から立候補したが、再度落選。自由連合では政策審議会審議委員を務めた。このほか、大阪市議選にも立候補した経験がある。

## 可朝一門
「月亭一門」と言えば、月亭八方一門を指すことが多く、この項では基本的に、「可朝一門」と記述する。
可朝は、弟子の命名に際してはすべて「八」ないしカタカナの「ハ」の字を付けた。これは、恩人である元・吉本興業社長の八田竹男にちなむものである。吉本脱退後に取った末弟子かつ最後の弟子のみ自分の一字をとって「可林」とした。
可朝の弟子に対する態度は、自由尊重に近く、八方が可朝に入門した理由の一つも「すぐに高座に出られそうだから」で、実際に入ってすぐに高座に出られた（ただし、八方は厳格な一面を持つ。この件については月亭八方を参照）。この教育方針は、弟子の個性尊重にも繋がっており、一門のうち、八方は自作と古典とタレント活動、ハッピーは音楽を取り入れ、ハッチと可林は古典を演じるなど、師匠・可朝の持つ多面性が可朝の亡き後も弟子達に分かれて受け継がれていると言える。
しかし、可朝が米朝一門と疎遠になるのと同じように、可朝と八方も疎遠気味となったとされる。可朝は晩年に受けたインタビューで「八方とは4、50年、交流ないで」と語り、顔も見せないのに借金まみれ・行方不明などで自らをネタにする八方に苦言を呈している。一方の八方は米朝の葬儀で会ったのが最後としているが（前述の可朝の発言は米朝死去後のもの）、「月亭の屋号も使用させてもらって感謝しかない」としつつ「好きとか嫌いとかが波のようにきましたね。20年くらい前は大嫌いでしたけど、平らにしたら50点くらいかな」と、師・可朝に対し愛憎入り混じった感情を抱いていたことを明かしている。
孫弟子の八光は父の師匠である可朝に弟子入りするつもりだったが、親子で兄弟弟子になり関係性がややこしくなること、可朝が他事務所へ移籍した後であったため親子での仕事がしづらくなること、「父に面倒を見てもらえばよい」という可朝の考えなどの理由で却下された。
- 直弟子
  - 月亭八方
  - 月亭ハッピー
  - 月亭ハッチ
  - 月亭可林（月亭方気と同一人物とみられる）
- 孫弟子（いずれも八方の弟子）
  - 月亭遊方
  - 7代目月亭文都
  - 月亭八光
  - 月亭方正（旧芸名・山崎邦正）
  - 月亭八斗
  - 月亭方気
  - 月亭八織
- ひ孫弟子
  - 月亭太遊（遊方の弟子、2025年離脱）
  - 月亭禄遊（遊方の弟子、後に廃業）
  - 月亭天使（7代目文都の弟子）
  - 月亭秀都（7代目文都の弟子）　　　　　　　　　　　　　
  - 月亭柳正（方正の弟子）　　　　　　　　　　　　　。　月亭新正（方正の弟子）

2025年3月28日、月亭一門の落語家と吉本興業により「月亭可朝を忘れてはおまへんか？～嘆きのボイン復活～」が天満天神繁昌亭で開催された。出演は八方、遊方、八光、方正、方気、松浦真也（吉本新喜劇）。構成：米井敬人、協力：くまざわあかね。

## 芸風

### 落語
可朝は放送演芸の世界でギター漫談で売り出したが、一方で本格派の古典落語の演じ手でもある。米朝の息子である5代目桂米團治は「最も米朝イズムを受け継いでいらしてましたし『住吉駕籠』も『怪談市川堤』も、まあ米朝によう似てました」「なにより米朝自身が『あいつは、うまいなあ』と、可朝さんの腕を認めてました」と証言している。
得意ネタは『色事根問』『親子酒』『算段の平兵衛』『世帯念仏』『次の御用日』『動物園』『鳥屋坊主』『野ざらし』『坊主茶屋』『秘伝書』『餅屋問答』『夢の酒』など多数。
ただし、マクラには下ネタを振ることも多いほか、以下のようなケレンで高座を沸かせたことがある。
- 得意の「ほんまにほんまでっせ」のフレーズだけをしゃべり続け爆笑を取るものの、遂にはそれしか言わずに高座を降りてしまった[20]。
- 出前で注文したうどんを高座で食べてそのまま出番が終わった[21]。
- 高座で寝転がり本当に寝てしまい、それだけで出番が終わった[16]。

### 漫談・コミックソング
- ギターのチューニングができず、楽屋に居合わせた芸人に頼んでいる。弾くときもコードは3つしか使っていないという。コードは音楽ショウのザ・ダッシュに教わった。

## 人物・エピソード

### 米朝一門
- 再入門の頃、腹話術師等をしていた斎田けんじ（後の3代目桂米紫）が米朝に弟子入りを志願し米朝の内諾を得て、落語家に転向すべく前の師匠の説得にかかっていた最中であった。このため、可朝と米紫のどちらが一番弟子となるのかで揉めに揉め、朝丸（現在の2代目桂ざこば）が間に入り、年長者の米紫を一番弟子とすることでようやく収拾した。米紫の死後、名実共に米朝一門の筆頭弟子となる資格を得るも、師・米朝や米朝一門と疎遠ぎみであったため、惣領弟子とはみなされず、結局3番弟子の2代目桂枝雀が惣領代行となった。2代目枝雀は1999年に死去して以降は4番弟子のざこばが事実上の惣領となった。
- 小米朝時代、まだ幼い師匠の息子（のちに3代目小米朝襲名を経て5代目桂米團治）を平日午後に預かったとき、大阪市中央区千日前の大阪劇場アルバイトサロン（現在のキャバクラに相当する風俗業、米團治によれば「いかがわしい場所」）に連れて行ったという。これは閑散期である平日日中に入場したため安く飲食できたことと、子供を連れてくることでホステス達のウケも良く、また店より玩具を貰える（玩具代が浮く）ことがその理由[22]。米團治はその他にも連れまわして面倒を見てくれた可朝を慕い、米朝死去後の追善興行のトリを可朝が務めたのも米團治の計らいであった[22]。米朝によると、米團治は小米朝だった2006 - 7年頃に「僕はいずれは月亭可朝を襲名します」と話していたことがあったという[23]。

### プロダクションとの関係
- 吉本時代、後輩芸人が「ギャラが安い」とぼやいたので、吉本興業に掛け合いギャラのつり上げ交渉を行った。可朝が「ワイは日本の月亭可朝や」と言って強い態度に出たのに対し、吉本側は「日本の月亭可朝ならば、他所でも通用するでしょう。どうぞ他所へ移って貰って結構です」と突き返した。これには可朝も完敗し、「このまま吉本に居させて貰った方が」と譲歩。結局交渉前よりギャラが下げられたという逸話がある[24]。

### 賭博
- 無類の賭け事好きであり、友人の立川談志をして「あいつの人生そのものが博奕だ」と言わしめた[25]。
- 可朝と談志の出会いは『笑点』（日本テレビ系）の大阪収録であった。その晩宿舎で談志を含め、桂歌丸、林家こん平、5代目三遊亭圓楽らと賭博に興じ、可朝が一人勝ちをして談志らを驚かせたという。このあと、可朝は桂米朝から叱責を受けるが、談志が可朝をかばったため、そこから親しくなったとされている[26]。お互いの家に泊まりあったり、二人会を頻繁に催すなど深く交流した[27]
- 1979年に、中田治雄の自殺をきっかけに、結城哲也（チャンバラトリオ）、間寛平とともに野球賭博で11月15日に逮捕、略式起訴された[25][28]。この賭博は、暴力団を胴元に吉本興業の社員が仲介していて、可朝はこのシーズン50回で1000万円を賭け、約300万円の損をしていた[25]。中田治雄は1億円の借金を抱え自殺したが、可朝もそれまで中田同様に多額の負けを出し、ヤクザに催促され追い込まれていたが、一発勝負の賭けで3000万円勝って返したという[25]。この事件により、可朝らは謹慎処分となった。

### その他
- 神奈川県生まれのため、関東方言話者であったが、入門と相前後して日常会話でも大阪弁で喋るようになった。
- 風貌が「フランシスコ・ザビエル」に似ているため、1991年10月から1995年3月まで『はい!可朝ですABC』（ABCラジオ）で自身初の帯ワイド番組のパーソナリティを務めていた時に「ザビエル可朝」と呼ばれていた。
- 『笑点』では正月スペシャル恒例「東西大喜利」の西軍常連メンバーであった（最後の出演は2015年放送分）。
- 「スッポンメガネ」を自身のブランドで生産し、発売当初は黒字の収益を上げていたが、莫大な借金を背負った。国鉄のキヨスクでの発売が内定していたが、販売価格に関して国鉄（鉄道弘済会）側が難色を示し話がご破算になり、全国のキヨスクに出すためにあらかじめ大量に生産したメガネが売れ残りそれが負債となった。この商品を思いついたのは、鼻メガネが欧米にはあるが日本にはないという理由から。可朝は1987年に松原市にある「サンクストーン」と言う眼鏡製造会社が発売していた「ローガングラス」の広告に出演し、関西を中心に発売された。

- 変わった人物らしく、弟弟子の2代目桂ざこばによるとある時、大阪国際空港（伊丹空港）で可朝から(荷物を載せるコンベアに)「あそこに乗って一周したら五千円やるからざこば、パッと乗れ」と言われたが、ざこばは「そんな馬鹿馬鹿しい事は出来まへん」と言った。すると可朝が「ほんならわし、乗るさかい一周したら五千円くれるか？」と言うので「五千円位やったらええですわ」と言った。ざこばは「ホンマに乗るんかいなぁ」と見ていたら本当にコンベアに乗り、一周して暖簾状のゴムの所からで出来て「五千円、五千円」と言ったと言うエピソードをマクラで語っている。

## 不祥事
2008年8月12日、元交際相手の50代の女性へ繰り返し電話をかけたことなどがストーカー行為にあたるとして、ストーカー規制法違反の容疑で逮捕された。可朝といわゆる「ダブル不倫」の状態で交際していた愛人女性が、また別の男性（女性職場の同僚）と関係を持っていたことに立腹した可朝は、2日間に10数回の電話をかけたことに加え、女性の職場に同僚との関係を暴露した手紙を送付。女性の通報により逮捕された。逮捕当初可朝は「ストーカー行為には当たらないのでは」と容疑を否認したものの、大阪簡易裁判所での公判では検察官に対し「公（職場）と私の区別をすべきだった」と応じた。罰金30万円の略式命令を受け納付。8月28日に釈放されてマスコミの囲み取材を受けた際、可朝は記者から求められて『嘆きのボイン』の節に乗せ「可朝は7年間不倫してきてその結果〜警察に御用やで〜」と替え歌を歌った。「不謹慎」「反省の色が無い」とマスコミからバッシングされた。なお、略式起訴後の報道での呼称は「月亭可朝落語家」であった。2009年1月9日、4代目桂福團治との二人会宣伝のための記者会見で可朝は、「（ここまで大きい）警察沙汰にするつもりはなかった」と被害女性に謝罪されたことを明かし、さらには「ストーカー見たさ、怖いもん見たさで、地方から余興（漫談等）の仕事がたくさん入った。北は北海道から南は沖縄まで行った。報道してくださった記者さんたちには感謝」と事件を完全にネタにした。また、のちに雑誌のインタビューで明かしたところによれば、事件後その女性と復縁し、交際をつづけたとまで語っているが、他のインタビューでは「（家族に）土下座して謝ったらええのか、それとも死んだほうがええのか」と後悔の意を語っており、事実であるかは定かではない。
2009年1月1日放送の笑点スペシャルには、上述の理由により東西対抗大喜利には出演出来ず、弟子の月亭八方が挨拶で謝罪する羽目になった。2010年1月1日放送の笑点スペシャルの東西対抗大喜利で久々に登場し、同コーナーの常連出演者である笑福亭松之助を枕に「松之助の弟子はバラエティ番組にはよく出るが、私はバラエティ番組だけでなくニュースにもよく出る」とネタにしていた。また、三遊亭小遊三への罵倒ネタの一つ、「犯罪者ネタ」でも可朝が槍玉に挙げられ、「ブレスレットがよく似合う」と小遊三罵倒ネタをされた際、「そちらのことでしょう」と可朝が言われる羽目になっていた。

## 主な出演作

### 映画
- たぬき坊主（1970年、松竹） - 逆根のチン坊
- あゝ独身（1970年、大映） - 長十
- ハレンチ学園 身体検査の巻（1970年、ダイニチ映配） - 本人
- 仁鶴・可朝・三枝の男三匹やったるでぇ！（1970年、松竹） - 中村朝夫
- 温泉スッポン芸者（1972年、東映） - 篠山義浩
- 新網走番外地 嵐呼ぶダンプ仁義（1972年、東映） - 月形勘平
- 木枯し紋次郎 関わりござんせん（1972年、東映） - 亀吉
- らしゃめん（1977年、東映） - 客B
- ガキ帝国 悪たれ戦争（1981年、東映） - 合田
- 平成名探偵 阪田京介（1997年、吉本音楽出版） - うどん屋の客
- 破門 ふたりのヤクビョーガミ（2017年、松竹） - 森山組長

※この項の出典：Movie Walker

### テレビドラマ
- 木曜ゴールデンドラマ「主婦、逃避行」（1985年3月14日、読売テレビ）
- 京一輪（1989年 - 1990年、読売テレビ）

### テレビ番組
- 新婚さんいらっしゃい!（朝日放送）
  - 司会（1971年1月 - 同年5月）
- 夫婦でドンピシャ!
  - 初代司会者：（1976年4月 - 1980年3月） - 不祥事を起こして急遽降板。
- 霊感ヤマカン第六感
  - 解答者（3枠・次鋒）として出演。
- 笑点（日本テレビ）[31]
  - 東西大喜利
- 2時のワイドショー（読売テレビ）
  - 夫婦110番（木曜）の再現ドラマ

### ラジオ番組
- はい!可朝ですABC（朝日放送ラジオ、1991年10月7日 - 1995年3月31日）
- 月亭可朝のおひるの歌謡曲(MBSラジオ、1971年3月1日 - 1971年6月5日）
- わっしょいスペシャル・ハイ本番! 水曜バチョン（ラジオ大阪）

### CM
- 常盤薬品工業 南天喉飴（1978年）
- 松下電器産業 ナショナル電子レンジ 課長&可朝篇（森昌子と共演、1978年）[32]
- 石田光器 サンクストン ローガングラス（1986年）
- ロート製薬 ガンバレ肝太郎（1991年）
- 風月堂 ※本人の不祥事で流れた。

## ディスコグラフィー

### レコード・CD
- 出てきた男／かつらの唄（1969年11月発売）
- 嘆きのボイン／女は魔もの（1969年12月発売、80万枚の大ヒットに）
- 幸せな男／ひん死のかえる（1970年3月発売）
- あんさん別れなはれ／社員の歌（1970年5月）※共演融紅鸞
- ザ・どどいつ／同カラオケ（1979年3月）
- 借金のタンゴ／さよならのブルース（1984年発売、インディーズ）
- いってる北朝鮮ep（2017年7月）
- 嘆きのボイン2017/シャッシャッ借金小唄（2018年11月）
- 新曲入りベストアルバム『ザ・月亭可朝ベスト+新曲』（2018年11月）

- 月亭可朝落語集 ロイヤルストレートフラッシュ（2025年4月）
- 月亭可朝forever（2025年4月）

### 書籍
自著
- 真面目ちゃうちゃう可朝の話（鹿砦社）
- 勝率97% "女"の研究（文化創作出版）

可朝を扱った書籍
- 吉川潮『月亭可朝の「ナニワ博打八景」―金持たしたらあかん奴』竹書房、2008年。ISBN 9784812436202。
- 田崎健太『全身芸人ーー本物(レジェンド)たちの狂気、老い、そして芸のすべて』太田出版、2018年。ISBN 9784778316495。